# Богатырёв, Евгений Анатольевич
Евге́ний Анато́льевич Богатырёв (род. 24 июля 1956, Бугуруслан, Чкаловская область) — директор Государственного музея А. С. Пушкина с 1990 года. Заслуженный работник культуры Российской Федерации (2004). Лауреат Государственной премии Российской Федерации (2002). Почётный член Российской академии художеств (2017)

## Биография
Родился 24 июля 1956 года в городе Бугуруслане Оренбургской области.
В 1977 году окончил культурно-просветительский факультет Московского государственного института культуры, по специальности — режиссёр. В 1991 году — Московский социально-политический институт. В 2011 году присуждена учёная степень кандидата культурологи. Начиная с августа 1977 г. работал старшим инструктором Всесоюзного дома народного творчества Министерства культуры СССР. С ноября 1977 года по май 1979 года служил в рядах Вооруженных сил СССР (Ансамбль песни и пляски Советской Армии «Красная Звезда»).
После службы в армии поступил на работу во Всесоюзный научно-методический центр народного творчества и культурно-просветительской работы Министерства культуры СССР, где работал в должности заведующего отделом кино-фотоискусства. С ноября 1990 года назначен на должность директора Государственного музея А. С. Пушкина, где работает по настоящее время[когда?].
С 1992 года — член Международного совета музеев, с 2001 года — член президиума Международного совета музеев, член президиума Союза музеев России. Действительный член Международной академии наук о природе и обществе, член президиума Европейского общества культуры, член Общественного совета города Москвы, член учёных советов сообществ восьми музеев Москвы и России.
Избирался в Государственную думу по списку «Единой России» в 2021 году. Избран не был, но ему был передан депутатский мандат Владимира Машкова. От депутатства отказался.
В 2024 году был доверенным лицом кандидата в президенты России Владимира Путина.

## Награды
- Орден Почёта (13 ноября 2009 года) — за заслуги в развитии отечественной культуры и искусства, многолетнюю плодотворную деятельность[6].
- Орден Дружбы (27 июня 2017 года) — за заслуги в развитии отечественной культуры и искусства, средств массовой информации, многолетнюю плодотворную деятельность[7].
- Медаль ордена «За заслуги перед Отечеством» II степени (17 марта 1997 года) — за заслуги перед государством и большой вклад в развитие отечественного музейного дела[8].
- Медаль «В память 850-летия Москвы».
- Кавалер ордена Заслуг перед Республикой Польша (11 июля 2000 года, Польша)[9].
- Орден Креста за заслуги в области культуры Польской Республики.
- Юбилейная медаль «200-летия Ф. И. Тютчева».
- Заслуженный работник культуры Российской Федерации (18 ноября 2004 года) — за заслуги в области культуры и многолетнюю плодотворную работу[10].
- Государственная премия Российской Федерации в области литературы и искусства 2001 года (10 июня 2002 года) — за развитие лучших традиций музейного дела в Государственном мемориальном историко-литературном и природно-ландшафтном музее-заповеднике А. С. Пушкина «Михайловское», в Государственном музее А. С. Пушкина в г. Москве[11].
- Лауреат Всероссийской литературной премии имени Михаила Юрьевича Лермонтова 2018 года — за вклад в культурно-просветительскую деятельность Пензенского края.
- Почетный знак «За заслуги перед музейным сообществом» (Союз музеев России, 14 ноября 2019 года)[12]